# وراپیتیا ایهالاگاما
وراپیتیا ایهالاگاما (به لاتین: Werapitiya Ihalagama) یک منطقهٔ مسکونی در سری‌لانکا است که در استان مرکزی (سری‌لانکا) واقع شده‌است.